# Joe Worrall
Joseph Adrian ("Joe") Worrall (Hucknall, 10 januari 1997) is een Engels voetballer die doorgaans speelt als centrale verdediger. In augustus 2024 verruilde hij Nottingham Forest voor Burnley

## Clubcarrière
Worrall speelde in de jeugdopleiding van Nottingham Forest. Deze doorliep hij en hij brak ook door bij die club. Voordat hij dat deed werd hij in januari 2016 voor de duur van één maand verhuurd aan Dagenham & Redbridge. Voor deze club speelde hij veertien competitiewedstrijden, waarin hij eenmaal doel trof. Op 29 oktober 2016 maakte de verdediger zijn debuut in het eerste elftal van Nottingham. Op die dag werd met 2–0 verloren van Reading. Garath McCleary en Chris Gunter namen in dit duel de doelpunten voor hun rekening. Worrall mocht van coach Philippe Montanier in de basis starten en hij vormde de volle negentig minuten een centrumverdediging samen met Damien Perquis en Matt Mills. Zijn eerste doelpunt in het Championship volgde op 9 december 2017, tijdens een overwinning op Bolton Wanderers (3–2). Tijdens dit duel passeerde Worrall niet allen Bolton-doelman Ben Alnwick, maar in de blessuretijd van de tweede helft scoorde hij ook in eigen doel.
Worrall werd in de zomer van 2018 voor één seizoen gehuurd door Rangers. Na zijn terugkeer kreeg hij meer speeltijd bij Nottingham. Aan het einde van het seizoen 2021/22 promoveerde hij met het team naar de Premier League. In september 2023 werd zijn contract opengebroken en met twee jaar verlengd, tot medio 2026. Worrall werd in de winterstop van het seizoen 2023/24 voor een half jaar verhuurd aan Beşiktaş. Na deze derde verhuurperiode door Nottingham vertrok de verdediger definitief bij de club; Burnley nam hem over en liet hem een contract voor vier jaar tekenen.

## Clubstatistieken
| Seizoen | Club                   | Competitie     | Competitie | Competitie | Beker | Beker | Internationaal | Internationaal | Totaal | Totaal |
| Seizoen | Club                   | Competitie     | Wed.       | Dlp.       | Wed.  | Dlp.  | Wed.           | Dlp.           | Wed.   | Dlp.   |
| ------- | ---------------------- | -------------- | ---------- | ---------- | ----- | ----- | -------------- | -------------- | ------ | ------ |
| 2015/16 | Nottingham Forest      | Championship   | 0          | 0          | 0     | 0     | —              | —              | 0      | 0      |
| 2015/16 | → Dagenham & Redbridge | League Two     | 14         | 1          | 1     | 0     | —              | —              | 15     | 1      |
| 2016/17 | Nottingham Forest      | Championship   | 21         | 0          | 0     | 0     | —              | —              | 21     | 0      |
| 2017/18 | Nottingham Forest      | Championship   | 31         | 1          | 4     | 0     | —              | —              | 35     | 1      |
| 2018/19 | → Rangers              | Premiership    | 22         | 0          | 6     | 1     | 4              | 0              | 32     | 1      |
| 2019/20 | Nottingham Forest      | Championship   | 46         | 1          | 2     | 0     | —              | —              | 48     | 1      |
| 2020/21 | Nottingham Forest      | Championship   | 31         | 1          | 2     | 0     | —              | —              | 33     | 1      |
| 2021/22 | Nottingham Forest      | Championship   | 42         | 0          | 4     | 1     | —              | —              | 46     | 1      |
| 2022/23 | Nottingham Forest      | Premier League | 30         | 1          | 4     | 0     | —              | —              | 34     | 1      |
| 2023/24 | Nottingham Forest      | Premier League | 7          | 0          | 2     | 0     | —              | —              | 9      | 0      |
| 2023/24 | → Beşiktaş             | Süper Lig      | 6          | 1          | 3     | 0     | —              | —              | 9      | 1      |
| 2024/25 | Burnley                | Championship   | 0          | 0          | 0     | 0     | —              | —              | 0      | 0      |
| Totaal  | Totaal                 | Totaal         | 250        | 6          | 28    | 2     | 4              | 0              | 282    | 8      |

Bijgewerkt op 23 augustus 2024.